# Brancasaurus
Brancasaurus là một chi khủng long đầu rắn đã tuyệt chủng của từ kỷ Phấn trắng sớm mà ngày nay là nước Đức. Loài điển hình là Brancasaurus brancai, lần đầu tiên được đặt tên bởi Wegner vào năm 1914 để vinh danh nhà cổ sinh vật học người Đức Wilhelm von Branca. Brancasaurus tương tự như Elasmosaurus; như Elasmosaurus, nó có một cái cổ dài và đầu nhỏ.